# Jakobovits Elemér
Jakobovits Elemér (írói neve: Jákó Elemér; Nagyvárad, 1897. június 5. – Nagyvárad, 1979. január 26.) nagyváradi újságíró, sportíró.

## Életpályája
1916-ban Nagyváradon érettségizett, megkezdett jogi tanulmányait az első világháború miatt félbeszakította. 1930-tól a Nagyvárad, majd a Szabadság (1934-40) belső munkatársa, sportrovatvezető. Ada-Káhlén és a Kazán-szorosnál című füzetében (Nagyvárad, 1932) a Nagyváradi Atlétikai Club (NAC) turistáinak ezer kilométeres autóútját írja meg; Számum... című kis kötete (Nagyvárad, 1936) "egy idegenlégiós története"; sportregénye, a 15 esztendő a zöld-fehérek kapujában (Nagyvárad, év nélkül) a NAC fénykorát ismerteti.
Kovalovszky Miklós Emlékezések Ady Endréről című gyűjteményének (Budapest, 1961) egyik adatközlője, az Ady-bibliográfia számon tartja mint a költő egy ismeretlen portréjának bemutatóját (Utunk, 1957/47), valamint Ady és Iosif Vulcan 1902-ben a nagyürögdi román iskolában történt találkozásának megörökítőjét (Korunk, 1963/5).